# Patrick Schelling
Patrick Schelling (Hemberg, 1 de maig de 1990) és un ciclista suís que va combinar el ciclisme en pista amb la carretera.
Fou professional de 2013 fins a 2020 quan es va retirar després de donar positiu per l'ús de terbutalina, un fàrmac no autoritzat per a l'asma, a la segona etapa del Tour du Rwanda el 24 de febrer. Com a resultat de la "infracció no intencionada de les regles antidopatge", Schelling va ser retirat dels seus resultats d'aquesta cursa, inclòs un tercer lloc a la general, i se li va concedir una suspensió de quatre mesos que va començar retroactivament el 18 de maig de 2020.

## Palmarès en ruta
- 2008
  -  Campió de Suïssa júnior de muntanya
- 2010
  -  Campió de Suïssa sub-23 de muntanya
- 2011
  -  Campió de Suïssa sub-23 de muntanya
- 2016
  - 1r al Tour de Loir i Cher
- 2017
  - Vencedor d'una etapa a l'Okolo jižních Čech
- 2018
  - Vencedor de 2 etapes al Tour de Savoia Mont Blanc
  - Vencedor d'una etapa a la Volta a Hongria
  - Vencedor d'una etapa a la Okolo jižních Čech